# إريك هال (رياضي)
إريك هال (بالإنجليزية: Eric Hall)‏ هو منافس ألعاب قوى بريطاني، ولد في 15 سبتمبر 1932.

## وصلات خارجية
- إريك هال على موقع أوليمبيديا (الإنجليزية)
- إريك هال على موقع اللجنة الأولمبية البريطانية (الإنجليزية)